# Ziemiańska

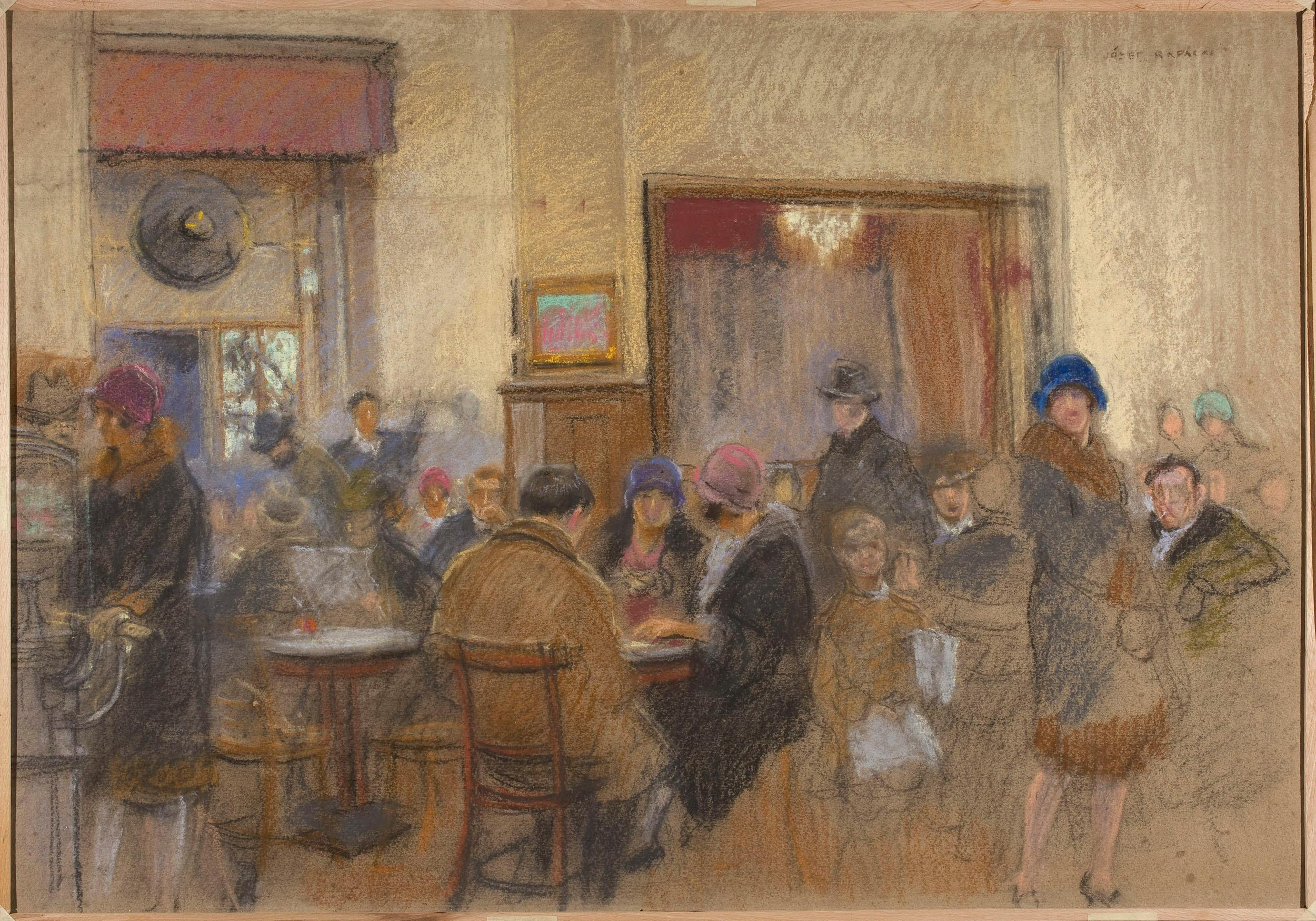
Bên trong Ziemiańska, Józef Rapacki, 1926

Ziemiańska hoặc Mała Ziemiańska (tên được đặt theo thuật ngữ zianticin, có nghĩa là thành viên của đất nước Ba Lan gentry) là một quán cà phê ở Warsaw. Nó đáng chú ý là nơi gặp gỡ của nhiều nghệ sĩ nổi tiếng nhất của Ba Lan trong thời kỳ chiến tranh.
Liên doanh được thành lập vào năm 1918 tại số 12, đường Mazowiecka ở trung tâm thành phố Warsaw. Nó được chính thức khai trương vào ngày 14 tháng 4 năm đó và chủ sở hữu ban đầu của nó là Jan Skępski và Karol Albrecht, hai bậc thầy pâtissier nổi bật. Ban đầu quán cà phê chỉ bao gồm một căn phòng nhỏ có vài bàn, sau đó một phòng trưng bày ở trên đã được thêm vào với các bảng bổ sung. Quán cà phê nằm cách giữa Đại học Warsaw, Filharmony, Phòng trưng bày nghệ thuật Zachęta và nhiều cơ sở văn hóa đáng chú ý. Do đó, nó bắt đầu được các nghệ sĩ thuộc mọi thể loại thường xuyên lui tới. Trong số những vị khách nổi bật nhất thường xuyên có Skamandrites, bao gồm các nhà thơ Julian Tuwim, Antoni Słonimski, Jan Lechoń, Jarosław Iwaszkiewicz và Kazimierz Wierzyński, cũng như người bạn đồng hành thường xuyên của họ là Franciszek Fiszer. Bàn của các nhà thơ được đặt phòng trưng bày, trong khi một trong những bàn ở tầng trệt được dành cho các họa sĩ và nhà điêu khắc. Trong số các chủ sở hữu của nó có Zofia Stryjeńska, Tadeusz Gronowski và Henryk Kuna, nhưng cũng là một nhà thơ Bolesław Leśmian. Trong số những vị khách thường xuyên còn có Eugeniusz Bodo (được mệnh danh là vua của các diễn viên Ba Lan), Adolf Dymsza, Jadwiga Smosarska, Leon Schiller, Jerzy Zaruba, Ludwik Solski và Konstanty Ildefons Gałczyński, người đã gặp vợ tương lai ở đó. Một nhóm khách khác là các chính trị gia, bao gồm thủ tướng Walery Sławek của Ba Lan, bộ trưởng bộ ngoại giao Józef Beck và tướng Bolesław Wieniawa-Długoszowski
Sau thành công ban đầu, chủ sở hữu của Ziemiańska đã mở một số quán cà phê khác ở Warsaw. Nổi bật nhất trong số họ (và lớn nhất) đã được mở gần đó, ở góc đường Kredytowa và Jasna. Từ đó, địa điểm ban đầu tại Mazowiecka bắt đầu được gọi là "Mała Ziemiańska" (Ziemiańska Nhỏ), trái ngược với "Duża Ziemiańska", hay Ziemiańska Lớn. Lợi nhuận mang lại từ phục vụ các loại bánh ngọt ở đó cho phép các chủ sở hữu mở một quán cà phê tương tự ở Nice, tuy nhiên đã bị đóng cửa vào những năm 1930, sau các cuộc biểu tình từ các nhà sản xuất bánh ngọt Pháp.
Ziemiańska (và tòa nhà) đã không còn tồn tại trong cuộc nổi dậy Warsaw. Nó đã không được xây dựng lại.